# Etheostoma zonale

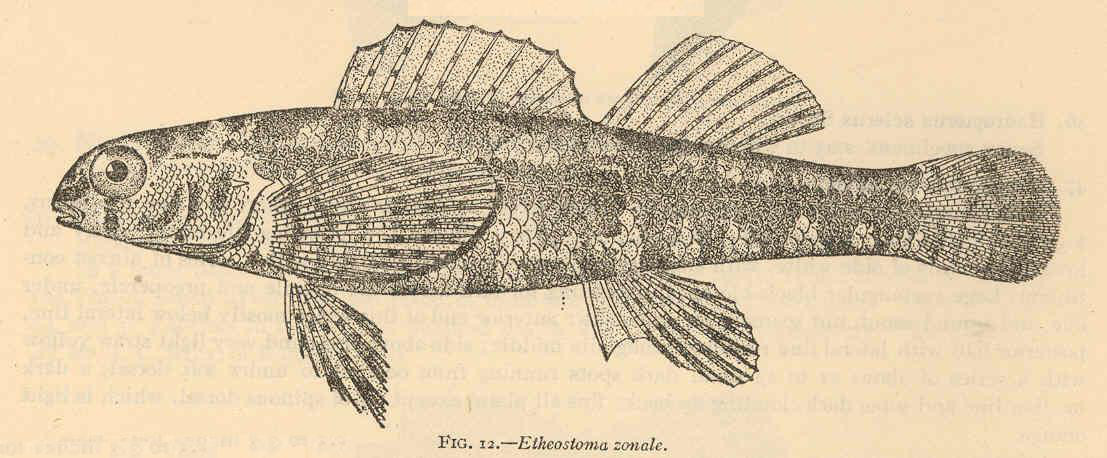
Etheostoma zonale

Darter banded (tên khoa học là Etheostoma zonale) là một loài đặc hữu ở miền đông Hoa Kỳ. Nó chủ yếu được tìm thấy ở lưu vực sông Mississippi, từ sông Verdigris ở Kansas về phía đông đến sông Allegheny ở New York, từ sông Minnesota ở phía Nam Minnesota tới sông Ouachita ở Arkansas và sông Tennessee ở Alabama. Môi trường sống điển hình của nó là ở những con sông nhỏ hay có kích cỡ trung bình và có nhiều đá, sỏi.
Nó ăn ấu trùng côn trùng nhỏ và là thức ăn của chim hay các loài cá lớn hơn. Vào mùa sinh sản của nó là mùa xuân, con đực sẽ trơ nên sặc sỡ và bắt đầu chiếm lãnh thổ. Chúng đẻ trứng lên tảo. Số lượng của chúng khá ổn định và tụ tập thành nhiều quần thể nhỏ trên một phạm vị rộng. Liên minh Bảo tồn Thiên nhiên Quốc tế đã đánh giá tình trạng bảo tồn của nó là " ít được quan tâm ".
Kích thức của chúng có thể đạt đến 7,8 cm (3,1in) nhưng đa số là chỉ đạt được kích thước là 5,3 cm (2,1in)
Chúng ở thể sống ở nhiệt độ từ 32 đến 80 độ F mặc dù giới hạn nhiệt độ tiêu chuẩn của nó là 72 đến 76 độ F. Việc phân bố của nó bị con người tác động khá lớn. Ví dụ, những con đập thủy điện làm cho dòng chảy của nước chậm lại khiên chúng mất nhiều nơi ở. Ngược lại, việc biến đổi khí hậu khiến trái đất ấm lên làm tăng phạm vi phân bố của chúng do nhiệt độ nước đã tăng gần với nhiệt độ nước ưa thích của chúng.